# Присоединённое представление алгебры Ли
Присоединённым представлением алгебры Ли {\displaystyle {\mathfrak {g}}} называется линейное представление {\displaystyle \operatorname {ad} } алгебры {\displaystyle {\mathfrak {g}}} в модуле {\displaystyle {\mathfrak {g}}}, действующее по формуле
{\displaystyle \operatorname {ad} _{x}y=[x,y],\ \ x,y\in {\mathfrak {g}},}
где {\displaystyle [\cdot ,\cdot ]} ― операция в алгебре {\displaystyle {\mathfrak {g}}}.

## Свойства
- Ядро {\displaystyle \ker \operatorname {ad} } есть центр алгебры Ли {\displaystyle {\mathfrak {g}}}.
- Присоединённые операторы {\displaystyle \operatorname {ad} _{x}} являются дифференцированиями алгебры {\displaystyle {\mathfrak {g}}} и называются внутренними дифференцированиями.
- Образ {\displaystyle \operatorname {ad} } называется присоединённой алгеброй и является идеалом в алгебре Ли {\displaystyle \operatorname {Der} \,{\mathfrak {g}}} всех дифференцирований алгебры {\displaystyle {\mathfrak {g}}}, причём {\displaystyle \operatorname {Der} \,{\mathfrak {g}}/\operatorname {ad} \,{\mathfrak {g}}} есть пространство {\displaystyle H^{1}({\mathfrak {g}},{\mathfrak {g}})} 1-мерных когомологий алгебры Ли {\displaystyle {\mathfrak {g}}}, определяемых присоединённым представлением.
  - В частности, {\displaystyle \operatorname {Der} \,{\mathfrak {g}}=\operatorname {ad} \,{\mathfrak {g}}}, если {\displaystyle {\mathfrak {g}}} ― полупростая алгебра Ли над полем характеристики 0.